# المشیرفه
المشیرفه یک منطقهٔ مسکونی در اردن است که در استان عمان واقع شده‌است.